# Capetown Challenger
Il Capetown Challenger è stato un torneo professionistico di tennis giocato su campi in cemento indoor. Faceva parte dell'ATP Challenger Series. Si giocava annualmente a Città del Capo in Sudafrica.

## Albo d'oro

### Singolare
| Anno     | Campione             | Finalista      | Punteggio     |
| -------- | -------------------- | -------------- | ------------- |
| 1990     | Gary Muller          | Jeremy Bates   | 5–7, 6–2, 6–3 |
| 1989 (2) | Mark Kaplan          | Dean Botha     | 6–2, 6–1      |
| 1989     | Christo van Rensburg | Pieter Aldrich | 6–3, 6–1      |
| 1988     | Jimmy Arias          | Matt Anger     | 6–4, 3–6, 7–6 |
| 1987     | Pieter Aldrich       | Mike Bauer     | 1–6, 6–4, 6–2 |

### Doppio
| Anno     | Campioni                     | Finalisti                   | Punteggio     |
| -------- | ---------------------------- | --------------------------- | ------------- |
| 1990     | Marius Barnard Jeremy Bates  | Wayne Ferreira Piet Norval  | 6–3, 6–1      |
| 1989 (2) | Kelly Jones Joey Rive        | David Pate Robert Van't Hof | 6–2, 7–6      |
| 1989     | Paul Annacone Mike De Palmer | Neil Broad Stefan Kruger    | 6–4, 6–7, 6–2 |
| 1988     | Matt Anger Greg Holmes       | Royce Deppe Michael Kures   | 6–2, 6–1      |
| 1987     | Neil Broad Stefan Kruger     | Mike Bauer Luke Jensen      | 6–4, 6–2      |